# Pycnoscelus niger
Pycnoscelus niger är en kackerlacksart som först beskrevs av Brunner von Wattenwyl 1865.  Pycnoscelus niger ingår i släktet Pycnoscelus och familjen jättekackerlackor. Inga underarter finns listade i Catalogue of Life.